# Eußenheim
Eußenheim ist eine Gemeinde im unterfränkischen Landkreis Main-Spessart in Bayern. Der gleichnamige Hauptort ist Sitz der Gemeindeverwaltung.

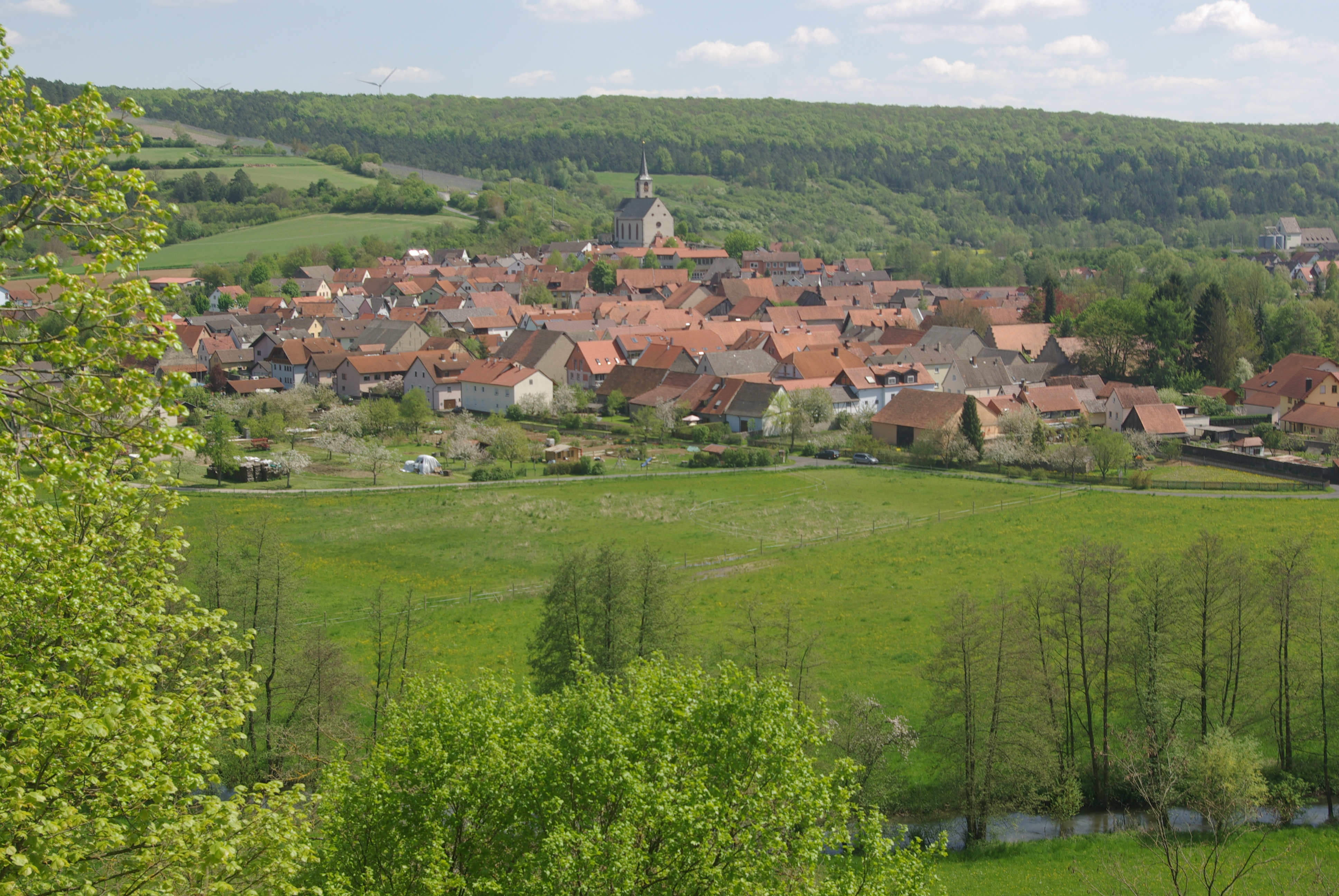
Eußenheim (von Westen)

## Geographie

### Geographische Lage
Der Ort Eußenheim liegt an der Wern, in der Region Würzburg, Landkreis Main-Spessart, im „Fränkischen Weinland“.

### Gemeindegliederung
Es gibt sieben Gemeindeteile (in Klammern ist der Siedlungstyp angegeben):
- Aschfeld (Pfarrdorf)
- Bühler (Pfarrdorf)
- Eußenheim (Pfarrdorf)
- Hundsbach (Pfarrdorf)
- Münster (Kirchdorf)
- Obersfeld (Kirchdorf)
- Schönarts (Weiler)

Es gibt die Gemarkungen Aschfeld, Bühler, Eußenheim, Hundsbach, Münster und Obersfeld.

## Name

### Etymologie
Der Ortsname besteht aus dem Personennamen Uzzo und dem althochdeutschen Wort heim.

### Frühere Schreibweisen
Frühere Schreibweisen des Ortes aus diversen historischen Karten und Urkunden:
| - 802 Izzentheim - 823 Iuzenheim - 1144 Vezenheim - 1156 Uzinesheim - 1169 Uzenheim | - 1303 Vzzenheim - 1452 Eußenheim - 1461 Ussenheim - 1503 Eußenheim |

## Geschichte

### Bis zur Gemeindegründung
Im 3. und 4. Jahrhundert bewohnten die germanischen Stämme der Alemannen und Thüringer das Gebiet um das heutige Eußenheim. Sie wurden schließlich von den Franken besiegt, die später aus dem Rhein- und Moselraum kommend in die mittleren Mainlande vorrückten. Dabei nahmen sie auch das Tal des Flusses Wern ein. Im Jahre 531 hatten die Franken das Reich der Thüringer und damit auch dieses Gebiet in ihr Staatswesen eingegliedert. Danach setzte die erste fränkische Siedlungswelle ein. Die Franken zogen in geschlossenen Verbänden ins Land, die Führer an der Spitze. Der Name ihrer 531–550 an den Flüssen und Bächen angelegten Siedlungen setzt sich aus den Personennamen dieser Anführers und der Endung „heim“ zusammen. So entstand auch der Name „Uzzo-Heim“ (Eußenheim), das im 6. Jahrhundert zum ersten Mal besiedelt und urkundlich erwähnt wurde.
Vom 12. bis 16. Jahrhundert lebte hier das Adelsgeschlecht derer von Heußlein. Die hoch über dem Dorf gelegene Pfarrkirche St. Marcellinus und St. Petrus wurde 1619 erbaut. Der ehemalige Keller des Domkapitels Würzburg des Hochstifts Würzburg wurde, nach der Säkularisation 1803 zugunsten Bayerns 1805 Erzherzog Ferdinand von Toskana zur Bildung des Großherzogtums Würzburg überlassen und fiel mit diesem 1814 endgültig an Bayern. Im Zuge der Verwaltungsreformen in Bayern entstand mit dem Gemeindeedikt von 1818 die heutige Gemeinde.
siehe auch Burgruine Schönarts

### Religionen
Auf dem Gebiet der Gemeinde Eußenheim gibt es nur katholische Gotteshäuser. Bis auf die Kirche St. Ottilie in Schönarts, die Filiale der Pfarrei Stetten ist, gehören alle Kirchengemeinden zur Pfarreiengemeinschaft Bachgrund im Dekanat Karlstadt des Bistums Würzburg. Dies sind die Pfarreien St. Bonifatius Aschfeld, St. Nikolaus Bühler mit Filiale St. Martin in Münster, St. Marcellinus und Petrus Eußenheim und St. Andreas Hundsbach mit Filiale St. Peter und Paul in Obersfeld.

### Eingemeindungen
Im Zuge der Gebietsreform in Bayern wurden am 1. Mai 1978 die Gemeinden Aschfeld, Bühler, Hundsbach, Münster und Obersfeld nach Eußenheim eingegliedert.

### Einwohnerentwicklung
Im Zeitraum 1988 bis 2020 sank die Einwohnerzahl von 3203 auf 3130 um 73 Einwohner bzw. um 2,28 %.
- 1961: 3267 Einwohner[6]
- 1970: 3400 Einwohner[6]
- 1987: 3191 Einwohner
- 1991: 3360 Einwohner
- 1995: 3407 Einwohner
- 2000: 3374 Einwohner
- 2005: 3407 Einwohner
- 2010: 3249 Einwohner
- 2015: 3194 Einwohner
- 2020: 3130 Einwohner

## Politik

### Gemeinderat
Die Gemeinderatswahl 2020 erbrachte folgende Stimmenanteile und Sitzverteilung:
| Partei/Liste | %     | Sitze |
| ------------ | ----- | ----- |
| CSU          | 54,26 | 9     |
| Freie Wähler | 45,74 | 7     |

### Bürgermeister
Seit dem 1. Mai 2020 ist Achim Höfling (Freie Wähler) Bürgermeister. Er wurde am 15. März 2020 mit 51,8 % der Stimmen gewählt. Seine Vorgänger waren:
- Dieter Schneider (CSU) vom 1. Mai 2008 bis 30. April 2020
- Herbert Schneider (CSU) bis 30. April 2008.

### Wappen
| Wappen von Eußenheim | Blasonierung: „In Rot eine gestürzte eingeschweifte goldene Spitze, darin drei zwei zu eins gestellte rote heraldische Rosen mit goldenen Butzen und silbernen Kelchblättern; vorne ein verdoppelter silberner Rautenschrägbalken, hinten ein schräg links gestellter silberner Eschenzweig.“ |
| Wappen von Eußenheim | Wappenbegründung: Die Gemeinde Eußenheim besteht seit 1978 aus den Gemeinden Aschfeld, Bühler, Eußenheim, Hundsbach, Münster und Obersfeld. Drei von diesen Orten führten Wappen, aus denen die wichtigsten Wappenfiguren übernommen wurden. Die heraldischen Rosen sind dem Wappen der Heußlein von Eußenheim entnommen, die seit dem 14. Jahrhundert in Eußenheim belegt und 1870 ausgestorben sind. Sie führten in Gold drei zwei zu eins gestellte rote Rosen. In der vorderen Schildhälfte des Gemeindewappens steht das Wappen der Herren von Bickenbach. Sie hatten die Grundherrschaft in Bühler inne und verkauften ihren Besitz 1469 an den Fürstbischof von Würzburg. Das silberne Eschenblatt steht redend für den Ortsnamen Aschfeld. Die Farben Rot und Silber weisen auf die Zugehörigkeit zum Hochstift Würzburg hin. Dieses Wappen wird seit 1980 geführt. |

## Sehenswürdigkeiten

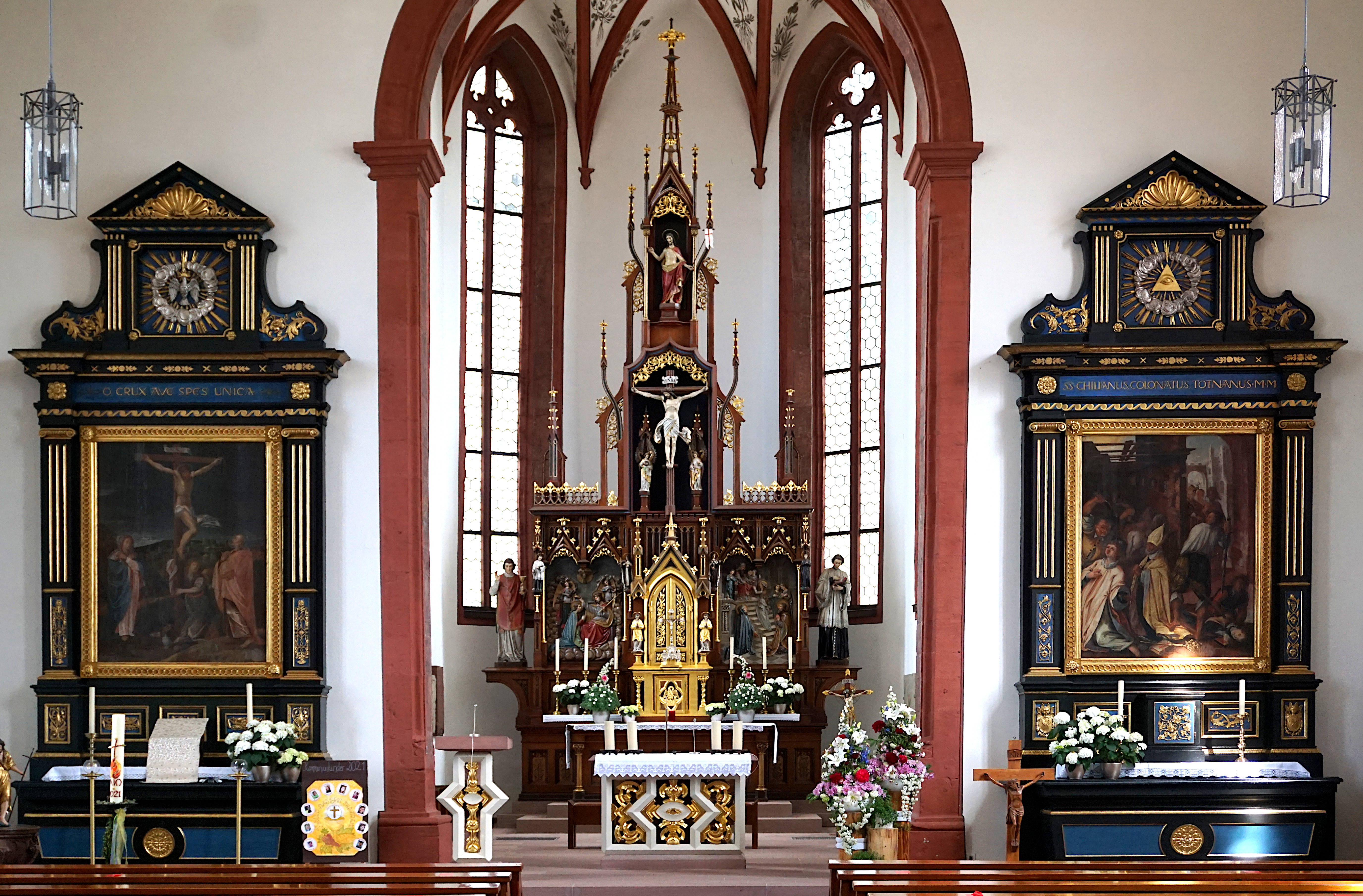
Presbyterium und Seitenaltäre der Eußenheimer Pfarrkirche

- Pfarrkirche St. Marcellinus und St. Petrus
- Kirchenburg St. Bonifatius in Aschfeld, um 1500 erbaut (Bild)
- Bildstockwanderweg (Bild)
- die nahe gelegene Burg Homburg, eine der größten Burgruinen Deutschlands
- Naturdenkmal Kühles Loch in Münster, eine der ergiebigsten Quellen Unterfrankens
- das Naturschutzgebiet Grainberg-Kalbenstein und Saupurzel
- Kapelle St. Veit

## Wirtschaft und Infrastruktur

### Wirtschaft einschließlich Land- und Forstwirtschaft

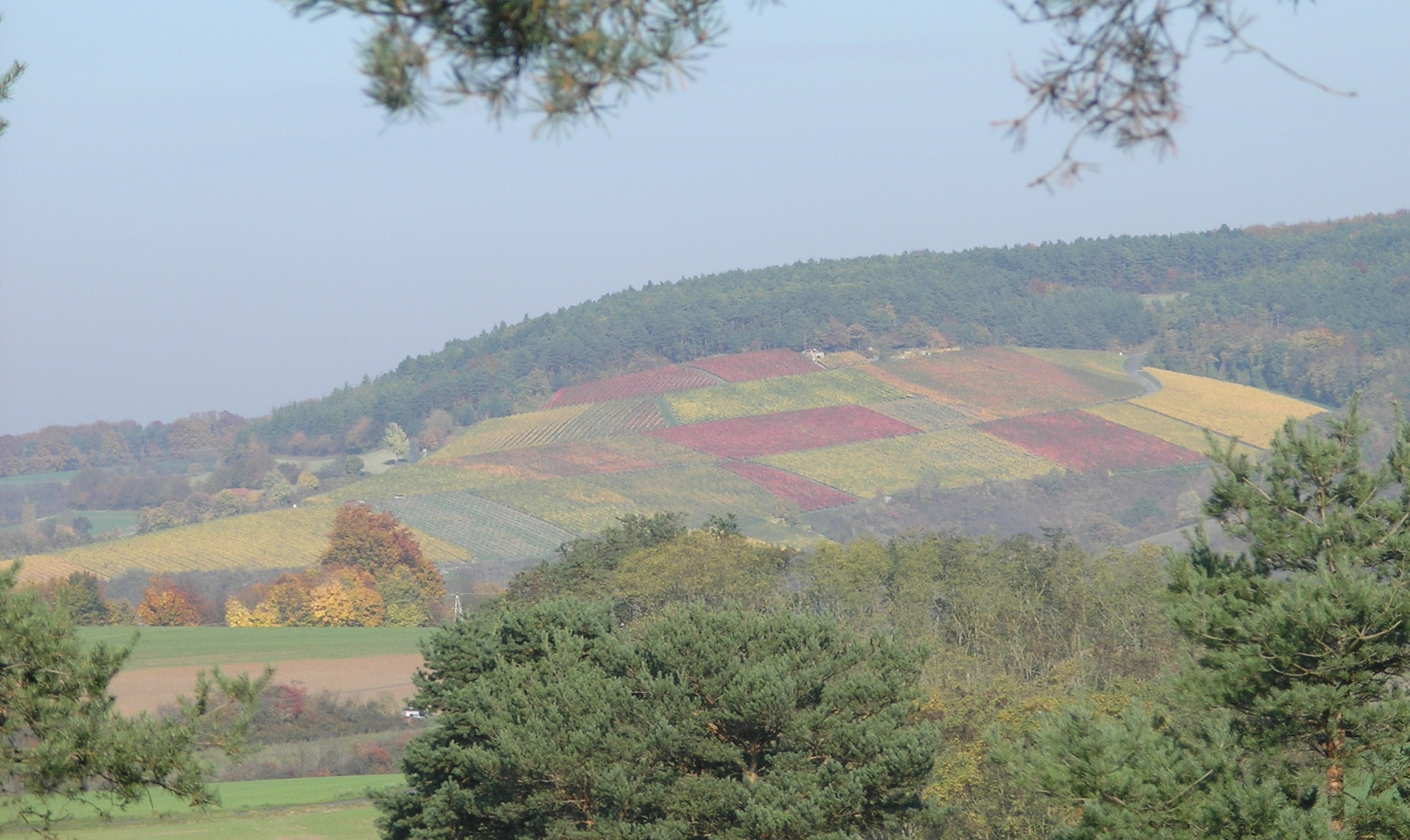
Weinberg Eußenheimer First

Nach dem Niedergang des Weinbaues im 19. Jahrhundert kam es nach der Flurbereinigung 1972 wieder zu einem Aufschwung (Weinlage Eußenheimer First).
Es gab 2023 nach der amtlichen Statistik insgesamt 231 sozialversicherungspflichtig Beschäftigte am Arbeitsort. Sozialversicherungspflichtig Beschäftigte am Wohnort gab es insgesamt 1376. Im verarbeitenden Gewerbe gab es einen Betrieb, im Bauhauptgewerbe zwei Betriebe. Zudem bestanden im Jahr 2020 52 landwirtschaftliche Betriebe mit einer landwirtschaftlich genutzten Fläche von 3204 ha, davon waren 2936 ha Ackerfläche und 227 ha Dauergrünfläche.

### Verkehr

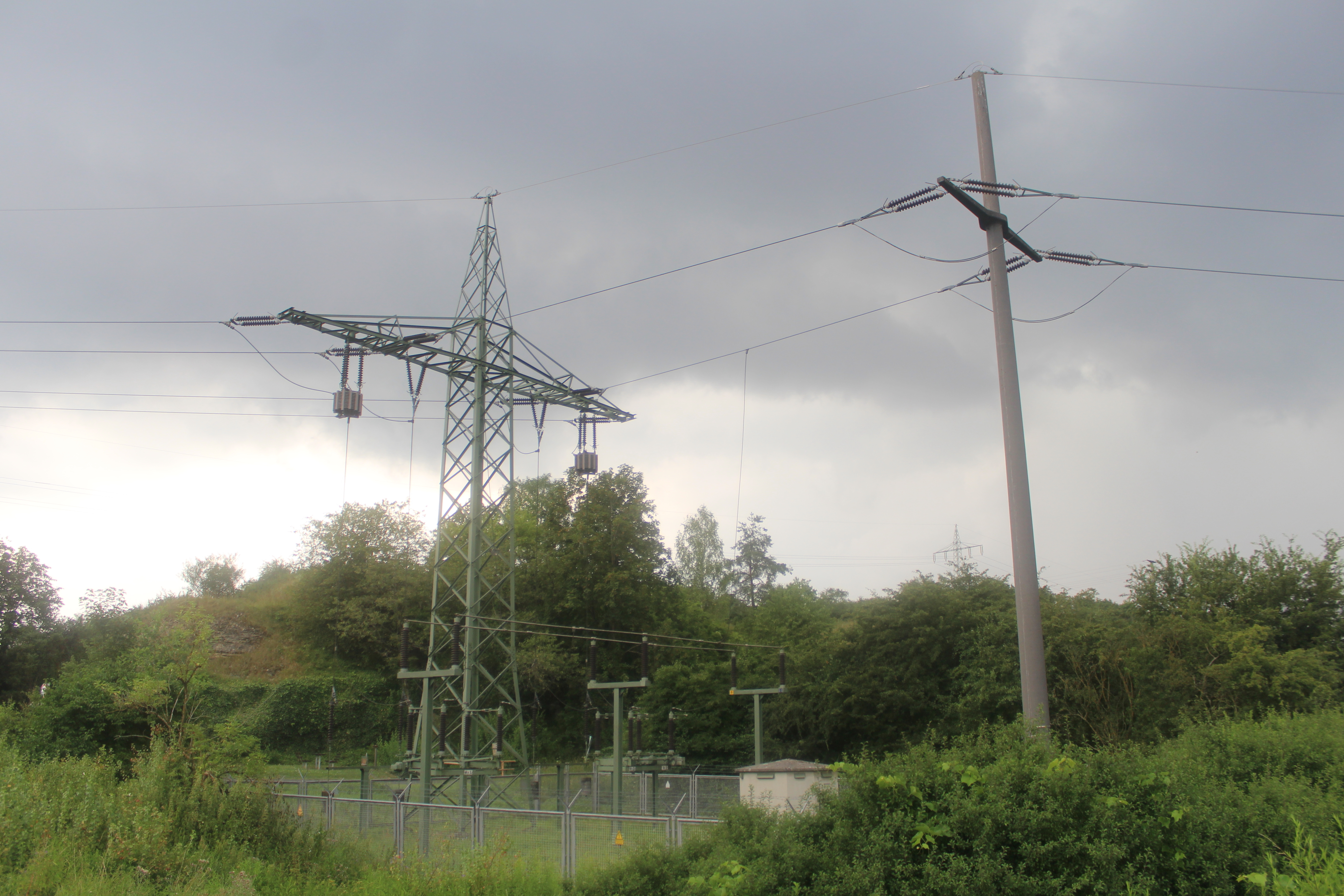
Bahnstromschaltwerk Schönarts

Im Ortsteil Schönarts befindet sich ein Schaltwerk der Deutschen Bahn AG, über das die einkreisige 110-kV-Bahnstromleitung nach Waigolshausen an die zweikreisige Bahnstromleitung Würzburg–Gemünden angekoppelt wird. Obwohl diese Anlage direkt an der elektrifizierten Werntalbahn liegt, erfolgt keine Einspeisung in die Oberleitung, weshalb diese Anlage kein Unterwerk ist.

### Bildung
Es gibt folgende Einrichtungen (Stand: 2024):
- drei Kindertageseinrichtungen mit zusammen 161 Plätzen und 136 Kindern
- Grundschule und Mittelschule mit zusammen 14 hauptamtlichen Lehrkräften und 182 Schüler (Schuljahr 2023/2024)[10][11]

## Persönlichkeiten
- Armin Schmitt (* 1934 in Eußenheim; † 2006 in Würzburg), römisch-katholischer Theologe und Hochschullehrer